# Genista ausetana
Genista ausetana là một loài thực vật có hoa trong họ Đậu. Loài này được (O. Bolòs & Vigo) Talavera miêu tả khoa học đầu tiên năm 1999.